# Josh Archibald
Joshua "Josh" Archibald, född 6 oktober 1992, är en amerikansk-kanadensisk professionell ishockeyforward som är kontrakterad till NHL-organisationen Arizona Coyotes och spelar för deras primära samarbetspartner Tucson Roadrunners i AHL. Han har tidigare spelat för Pittsburgh Penguins och på lägre nivåer för Wilkes-Barre/Scranton Penguins i AHL, Wheeling Nailers i ECHL och Omaha Mavericks (University of Nebraska Omaha) i NCAA.
Archibald draftades i sjätte rundan i 2011 års draft av Pittsburgh Penguins som 174:e spelare totalt.
Han är son till den före detta ishockeyspelaren Jim Archibald som spelade i NHL mellan 1984 och 1987.
19 december 2017 blev han tradad tillsammans med Sean Maguire och ett sjätteval i draften 2019 från Penguins till Arizona Coyotes, i utbyte mot Michael Leighton och ett fjärdeval i draften 2019.

## Statistik
| 2009–2010   | Brainerd High                  |             | 25  | 20 | 30 | 50 | 72  | 2  | 2 | 5 | 7 | 2  |
|             | Team North                     |             | 24  | 9  | 5  | 14 | 36  | —  | — | — | — | —  |
| 2010–2011   | Brainerd High                  |             | 25  | 27 | 46 | 73 | 40  | 2  | 3 | 2 | 5 | 0  |
|             | Team North                     |             | 21  | 8  | 7  | 15 | 49  | 3  | 0 | 2 | 2 | 6  |
| 2011–2012   | Omaha Mavericks                | NCAA        | 36  | 10 | 5  | 15 | 33  | —  | — | — | — | —  |
| 2012–2013   | Omaha Mavericks                | NCAA        | 39  | 19 | 17 | 36 | 34  | —  | — | — | — | —  |
| 2013–2014   | Omaha Mavericks                | NCAA        | 37  | 29 | 14 | 43 | 62  | —  | — | — | — | —  |
|             | Wilkes-Barre/Scranton Penguins | AHL         | 7   | 1  | 0  | 1  | 13  | 2  | 1 | 0 | 1 | 0  |
| 2014–2015   | Wilkes-Barre/Scranton Penguins | AHL         | 45  | 5  | 8  | 13 | 24  | 3  | 0 | 1 | 1 | 0  |
|             | Wheeling Nailers               | ECHL        | 9   | 7  | 4  | 11 | 4   | —  | — | — | — | —  |
| 2015–2016   | Pittsburgh Penguins            | NHL         | 1   | 0  | 0  | 0  | 0   | —  | — | — | — | —  |
|             | Wilkes-Barre/Scranton Penguins | AHL         | 69  | 9  | 9  | 18 | 75  | 10 | 1 | 0 | 1 | 10 |
| 2016–2017   | Wilkes-Barre/Scranton Penguins | AHL         | 19  | 3  | 4  | 7  | 13  | —  | — | — | — | —  |
| NHL totalt  | NHL totalt                     | NHL totalt  | 1   | 0  | 0  | 0  | 0   | —  | — | — | — | —  |
| AHL totalt  | AHL totalt                     | AHL totalt  | 140 | 18 | 21 | 39 | 125 | 15 | 2 | 1 | 3 | 10 |
| NCAA totalt | NCAA totalt                    | NCAA totalt | 112 | 58 | 36 | 94 | 129 | —  | — | — | — | —  |